# Arandowie
Arandowie (Aranda, Arunta, Arrernte) – plemię Aborygenów zamieszkujące środkową Australię (południowa część Terytorium Północnego, okolice miasta Alice Springs). W połowie XIX wieku ich liczebność wynosiła ok. 2 tys. osób, w latach 20. XX wieku spadła do zaledwie 400 osób, jednak od lat 40. ponownie stale wzrasta.
W tradycyjnych wierzeniach Arandów ważną rolę odgrywał totemizm. Plemię prowadziło dawniej koczowniczy tryb życia, podstawą gospodarki było łowiectwo i zbieractwo. Struktura społeczna opierała się na patriarchacie.
Tradycyjna sztuka Arandów była ściśle powiązana z obrzędami, od przełomu lat 30. i 40. XX wieku rozwija się styl naturalistyczny, powstała szkoła akwarelistów, której najbardziej znanym przedstawicielem był Albert Namatjira.
W latach 80. XX w. Arandowie odzyskali część terytoriów plemiennych. Obecnie odgrywają znaczącą rolę w życiu lokalnej społeczności – działają w pozarządowych organizacjach Aborygenów, czynni są w lokalnej administracji. Ich język nauczany jest w miejscowych szkołach i używany w lokalnych mediach.